# Poupinia hirsuta
Poupinia hirsuta ist eine Art der Krabben (Brachyura) und einziger Vertreter der Gattung Poupinia der Familie Poupiniidae. Sie ist ein freilebender Tiefseebewohner. Im Gegensatz zu anderen Homoloidea trägt sie über sich keine Objekte zur Tarnung. Sie kommt in Polynesien und Ostasien vor.

## Merkmale
Der Carapax ist etwa oval und im hinteren Teil breiter als vorn. Die Rückenseite ist mit steifen Borsten übersät, die aber nie die Seitenränder verdecken. Antero- und posterolateral Ränder sind nicht getrennt und leicht konvex. Die Stirn ist schmal und trägt einen deutlichen, schlanken, dreieckigen, zweispitzigen Fortsatz (Rostrum). Augenhöhlen sind nur angedeutet, die Augen können nicht in diese zurückgezogen werden. Die Augenstiele bestehen aus zwei beweglichen Gliedern, von denen das rundliche Basalglied etwas kürzer als das kräftige Endglied ist. Eine Linea homolica oder Linea brachyura sind nicht ausgebildet. Die Antennulen sind nicht in Grübchen versenkbar. Die Scheidewand zwischen den Antennulen (Proepistom) bildet einen deutlichen vertikalen Fortsatz mit einem Dorn. Die Flagellen der Antennen sind etwa so lang oder kürzer als der Carapax. Das Epistom ist deutlich vom Gaumen getrennt, letzterer ist leicht eingewölbt. Das dritte Maxilliped (Mxp3) ist fußförmig.
Die Oberflächen der Scheren- und Schreitbeine (P2–5) sind mit steifen Borsten besetzt. Die Schreitbeine sind auffällig lang und einander ähnlich. Auch das letzte ist nicht reduziert, hat keine Scheren, ist aber leicht rückenseitig angeordnet. Die Scheren sind bei Männchen größer als bei Weibchen, innerhalb der Geschlechter aber gleich groß. Die beiden Hälften der endosternalen Phragmata (plattenartige Apodeme) des Achsenskeletts sind interdigital verbunden. Die paarige Spermathek ist relativ lang, schlitzartig und nimmt und nimmt mehr als die halbe Länge der Segmente ein. Die Nähte zwischen den Segmenten 6 und 7 und 7 und 8 sind vollständig, alle anderen Nähte sind dagegen zur Mitte hin deutlich unterbrochen. S1–6 liegen etwa in einer Ebene, S7 und S8 sind deutlich rückenwärts gebogen. Die sternocoxalen Vertiefungen sind tief. Das Pleon besteht aus sechs Somiten sowie dem Telson. Bei Männchen bedeckt es den gesamten Raum zwischen den Coxae der Schreitbeine, das Telson passt sich in die coxalen Projektionen der Mxp3 und P1 ein. Das Pleon der Weibchen ist kuppelförmig und bildet eine Brutkammer. Das erste Gonopodium ist kräftig und bildet ein zylindrisches Rohr. Das zweite ist kürzer als das erste Gonopodium, zylindrisch, ein Flagellum fehlt, die Spitze ist stumpf und tassenförmig.
Erkennungsmerkmale für die Familie sind der stark behaarte Rückenpanzer, das Fehlen einer Linea homolica und das den anderen Schreitbeinen ähnliche letzte Paar.
Der Carapax der Art ist leuchtend rot gefärbt, die Thoraxanhänge etwas heller rot. Der männliche Holotyp ist 48 × 38 mm, der weibliche 54 × 41 mm. Die Eier sind im frischen Zustand orange.

## Systematik
Poupinia hirsuta ist ein Bindeglied in der Evolution der Krabben. Sie vereint Merkmale der Homoloidea und zeigt insbesondere Ähnlichkeiten mit einigen Arten der Latreilliidae. Das letzte Beinpaar ist aber nicht größenreduziert und hat keinen Dactylus, der eine Chela oder Subchela formt. Auch die starke Beborstung des Carapax ist eine Besonderheit. Die Form des Cephalothorax ist dagegen ähnlich den ausgestorbenen Eocarcinidae, die mit der Gattung Eocarcinus die ältesten Fossilfunde von Krabben darstellen. Daher wurde die Art einer neuen Familie zugeordnet, die sich aber insgesamt in die Überfamilie einpasst.